# Mrs. McGinty's Dead
Mrs. McGinty's Dead (A morte da Sra. McGinty, no Brasil / Poirot contra a evidência (1952) ou Mrs. McGinty está morta (2009), em Portugal) é um romance policial de Agatha Christie, publicado em 1952. É um caso investigado pelo detetive belga Hercule Poirot e também conta com a participação da escritora Ariadne Oliver.

## Enredo
Um amigo de Hercule Poirot, o Superindente Spence, procura o detetive para pedir ajuda: não está satisfeito com o veredito de um caso de assassinato, mas tudo não passa de intuição, e o acusado pelo crime tem pouco tempo para provar sua inocência antes que seja submetido a sentença de morte.
Poirot se hospeda em uma pensão da cidadezinha em que o crime ocorreu e começa a investigar a morte da vítima, a Sra. McGinty, que trabalhava como faxineira na casa de várias pessoas do lugar. Sofrendo com as condições precárias da pensão, Poirot interage com as pessoas da região em busca de informações sobre o condenado e a vítima. Os suspeitos são muitos, e o tempo é curto. 